# Nathalie Katsonis
Nathalie Helene Katsonis (Wenen, 22 februari 1978) is hoogleraar Actieve Moleculaire Systemen aan de Rijksuniversiteit Groningen. In 2016 ontving ze een Gouden Medaille van de Koninklijke Nederlandse Chemische Vereniging.
Katsonis is half Frans en half Grieks. Ze studeerde chemische technologie aan de Chimie ParisTech, voordat ze naar het Ecole Normal Superieure overstapte voor haar afstudeerstudie bij Ludovic Jullien. Katsonis promoveerde aan de Pierre en Marie Curie University, waarna ze van 2004-2006 postdoc was aan de Rijksuniversiteit Groningen onder Ben Feringa. Vervolgens leidde ze tot 2011 daar een onderzoeksgroep.
In 2011 begon ze aan de Universiteit Twente en werd daar in 2016 gepromoveerd tot hoogleraar. Katsonis werkte aan lichtgevoelige materialen, die lichtenergie kunnen omzetten in mechanisch werk. Ze toonde aan dat het mogelijk is om te schakelen tussen links- en rechtshandige helixen in cholesterische vloeibare kristallen door het gebruik van licht.

## Privéleven
Katsonis is getrouwd en heeft drie kinderen.